# Kalînivka, Iavoriv
Kalînivka (în ucraineană Калинівка) este localitatea de reședință a comunei Kalînivka din raionul Iavoriv, regiunea Liov, Ucraina.

## Demografie
Componența lingvistică a localității Kalînivka
     Ucraineană (99,79%)
     Alte limbi (0,21%)
Conform recensământului din 2001, majoritatea populației localității Kalînivka era vorbitoare de ucraineană (99,79%), existând în minoritate și vorbitori de alte limbi.